# Малфоле (Болоња)
Малфоле (итал. Malfolle) је насеље у Италији у округу Болоња, региону Емилија-Ромања.
Према процени из 2011. у насељу је живело 10 становника. Насеље се налази на надморској висини од 489 м.